# Blue Movie
Blue Movie (de 1969), também conhecido como "F*ck", é um filme de Andy Warhol. Este filme traz no elenco, Louis Waldon e Viva.
Warhol falou sobre este filme: "Em outubro de 1968, eu filmei um filme que mostra Viva tendo relações sexuais com Louis Waldon. Eu simplesmente chamei isso de Fuck." Apesar de o filme mostrar claramente a relação sexual entre os dois atores, este filme é marcado por um diálogo sobre a Guerra do Vietnã e também por diversas tarefas mundanas.
Este filme foi inicialmente exibido na "The Factory", o estúdio de Andy Warhol em Nova Iorque, porém ele não foi exibido para o grande público até 1969. Quando isto enfim ocorreu, o filme foi exibido ao público no Warhol Garrick Theatre. Entretanto, a exibição deste filme foi marcada por um acontecimento conturbado. No dia 31 de julho daquele mesmo ano, toda a platéia que estava no teatro foi presa e o filme acabou sendo confiscado. O gerente acabou sendo multado em $250 dólares.